# Pace di Antalcida
La pace di Antalcida (387/386 a.C.), nota anche come la pace del Re, fu un trattato di pace che pose fine alla guerra di Corinto.
Il nome ufficiale del trattato si deve al navarco spartano Antalcida che aveva negoziato i termini di pace col re persiano Artaserse II e poi, nominato eforo, convocò a Sparta la conferenza di pace tra le poleis greche.
Nell'antichità, questo trattato era noto come "pace del Re", una denominazione che riflette l'influenza achemenide nelle trattative (nel mondo greco il sovrano achemenide viene spesso citato semplicemente come "Re"), come i finanziamenti persiani avevano precedentemente condizionato la guerra di Corinto.
Il trattato istituì una forma di pace comune, allo stesso modo in cui la pace dei trent'anni metteva fine alla prima guerra del Peloponneso.

## Antefatto
Nel 387 a.C. il fronte centrale della guerra di Corinto si era spostato dal continente Greco al mare Egeo, dove una flotta ateniese, comandata da Trasibulo, era riuscita a porre sotto controllo ateniese varie città costiere, anche grazie all'alleanza con Evagora I, re di Cipro.
La rinascente potenza marittima ateniese destò la preoccupazione del re persiano, che tramite il satrapo Tiribazo intavolò delle trattative con Antalcida, all'epoca navarco. Per costringere Atene a porre fine alla guerra, Antalcida diresse la sua flotta verso l'Ellesponto, per controllare la rotta commerciale tramite la quale Atene riceveva il grano.
Antalcida si accordò quindi col satrapo Tiribazo per organizzare i negoziati di pace, spingendo anche Atene ad acconsentire ai negoziati la pace. Gli Ateniesi furono quindi seguiti dalle altre città, Argo, Tebe e Corinto. Sebbene Argo e Tebe fossero restie a firmare tale pace, lo fecero sotto la minaccia di intervento militare spartano. La pace infatti negava a Tebe l'egemonia sulla Beozia e imponeva ad Argo la restituzione di Corinto, annessa nel 392.

## Il trattato
Il trattato sanciva l'indipendenza di tutte le poleis greche, grandi e piccole, eccetto Lemno, Imbro e Sciro che rimanevano sotto il controllo ateniese, divenendo cleruchie, ma prevedeva la rinuncia da parte greca dei nuovi territori conquistati nell'Egeo, che passavano sotto l'impero achemenide, che manteneva anche il controllo delle città della Ionia, di Clazomene e di Cipro. L'eventuale sanzione per il mancato rispetto del trattato da parte di una qualsiasi città greca sarebbe stata l'immediata dichiarazione di guerra, da parte della Persia e delle altre poleis che avessero desiderato partecipare, "per mare e per terra, con navi e con denaro".
I termini della pace furono annunciati agli inviati greci a Sardi nell'inverno del 387-386 a.C. e furono ratificati in una conferenza di pace tenuta a Sparta nel 386 a.C. e presieduta da Antalcida, nel frattempo nominato eforo (386 a.C.), alla presenza i rappresentanti delle poleis e del re di Persia.
Il trattato di pace fu il primo esempio di "pace comune", ossia di un trattato di pace garantito da sanzioni, ratificato da tutti gli stati greci, e senza limite di tempo.

## Conseguenze
Le conseguenze più importanti della pace di Antalcida furono il ritorno del controllo persiano sulla Ionia e su parte dell'Egeo ed il rafforzamento dell'egemonia spartana sulla Grecia continentale. Grazie all'appoggio persiano e col pretesto di mantenere ad ogni costo la pace, gli Spartani imposero le loro condizioni su diverse poleis ma d'altra parte nel 382 a.C. occuparono militarmente la rocca di Tebe ed instaurarono nella città un regime tirannico filo-spartano, in spregio ai termini della pace stessa. La conseguente reazione tebana portò in seguito all'abbattimento del regime filo-spartano (379 a.C.) e allo scoppio della guerra beotica (378-371 a.C.), che decretò dapprima il fallimento della pace di Antalcida e poi, con la disfatta spartana di Leuttra (371 a.C.) ad opera di Epaminonda, la fine dell'egemonia spartana e l'inizio di quella tebana.
Secondo quanto riporta Plutarco, lo stesso Antalcida, dopo un'ultima infruttuosa missione in Persia per cercare senza successo l'appoggio del re, si lasciò morire di fame (367 a.C. circa), mortificato dal totale fallimento della sua politica diplomatica.